# Von der Hauben

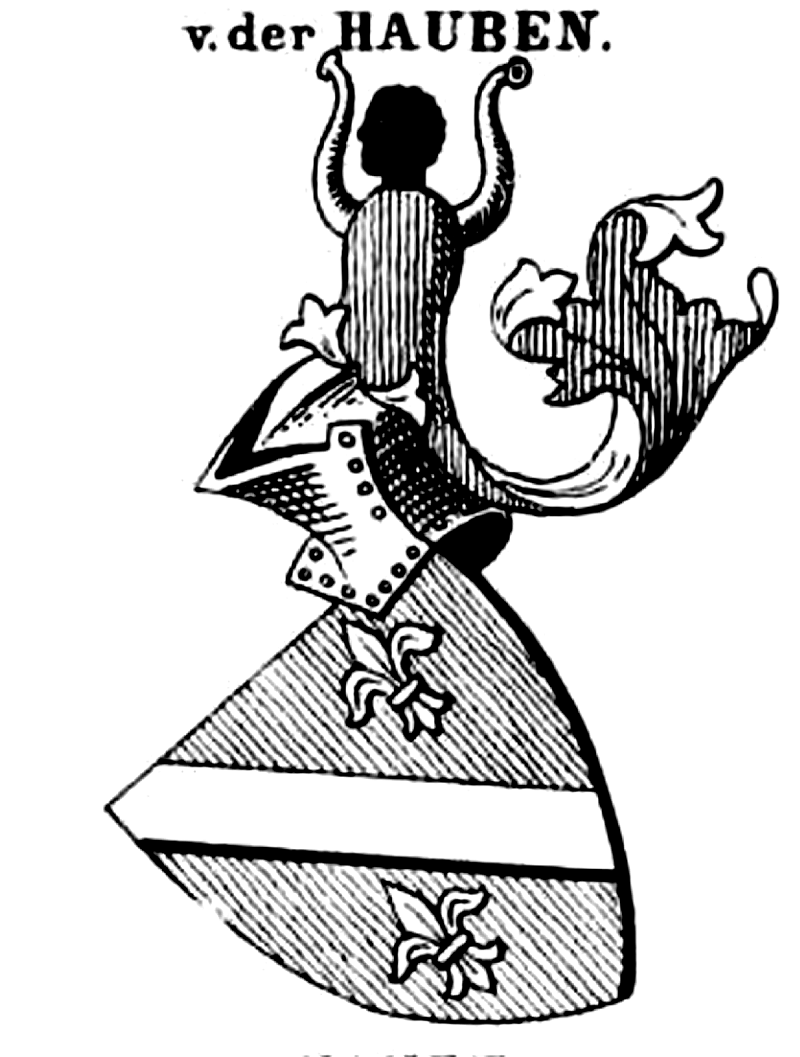
Wappen derer von der Hauben

Das Geschlecht von der Hauben zählte im Spätmittelalter und in der frühen Neuzeit zum niederen Adel der nordöstlichen Vorderpfalz, die heute zum Land Rheinland-Pfalz gehört. Vertreter sind in mehreren Adelsregistern der Region als in den beiden benachbarten Ortschaften Dirmstein und Gerolsheim ansässig erwähnt.

## Namensherkunft
Die Herkunft des Namens ist ungeklärt. Wegen der im Mittelalter oft bedeutungsgleich verwendeten Begriffe Haube und Helm spricht eine große Wahrscheinlichkeit für einen Zusammenhang mit dem Militärwesen, worauf auch der Helm auf dem Wappen hindeutet. Dies könnte auf eine zur Zeit der Namensentstehung zutage getretene kriegerische Veranlagung der Familie hinweisen.

## Wappen

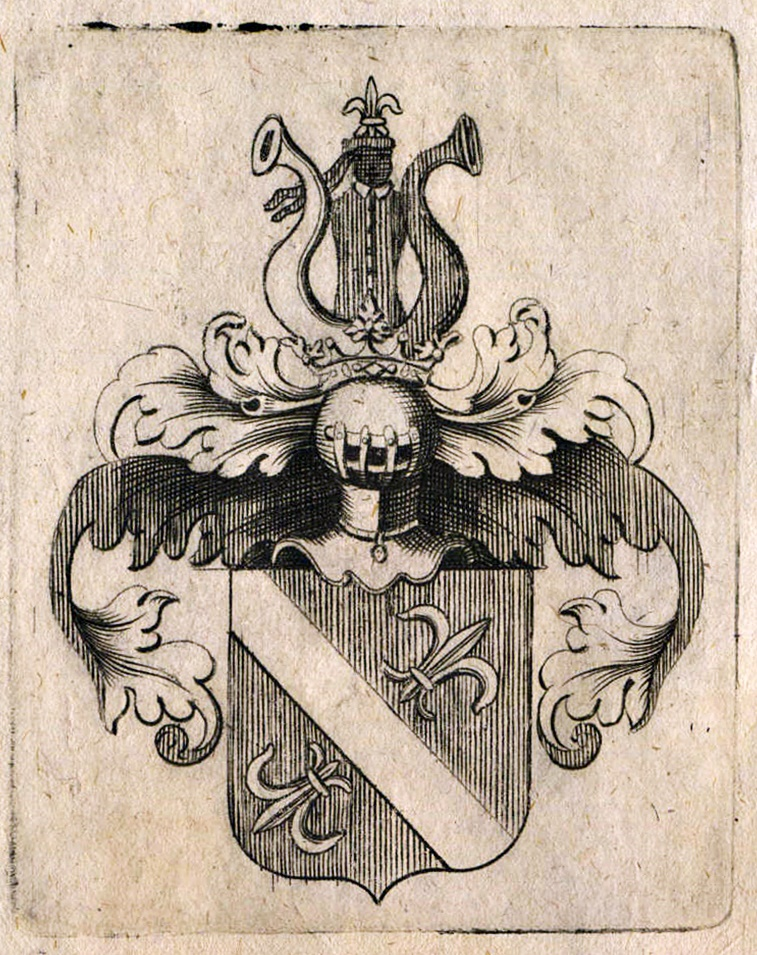
Familienwappen

Das Wappen zeigt in Rot einen silbernen Schrägrechtsbalken von zwei silbernen Lilien beseitet. Auf dem Helm mit rot-silbernen Decken der rot gekleidete Rumpf eines Mohren, der silberne Büffelhörner statt Arme hat.

## Namensträger

### Veltin von der Hauben
Der als sehr kinderreich bezeichnete Veltin (Valentin) von der Hauben verkaufte 1510 eine kleine, später abgegangene Burg bei der Kirche des Dirmsteiner Oberdorfs an die Herren von Affenstein. Nach diesen wurde die Burg in der Folgezeit benannt. 1521 war Veltin unter den Personen, denen der Bischof von Worms, Reinhard II. von Rippur, sowie der Kurfürst von der Pfalz, Ludwig V., die „alten ritterlichen Freiheiten der Edelleute zu Dirmstein“ garantierten. Veltins namentliche Erwähnung deutet darauf hin, dass er zu dieser Zeit der Patriarch des Geschlechts war. 1508 wurden zwei seiner Schwestern und vier Töchter Zisterzienserinnen im nahen Kloster Rosenthal und brachten das gesamte Dorf Breunigweiler in den Klosterbesitz ein.

### Hildegard von der Hauben
Hildegard von der Hauben erscheint 1485 als Zisterzienser-Äbtissin des Klosters Heilsbruck bei Edenkoben. Sie dürfte ebenfalls eine Schwester Veltins gewesen sein.

### Erasmus von der Hauben
Erasmus von der Hauben, möglicherweise ein Sohn Veltins, fand Erwähnung wegen seiner Beteiligung am Bauernkrieg. In den Dirmsteiner Archiven wird er als Vasall bezeichnet. Gemeint ist damit vermutlich der Umstand, dass die Familie von der Hauben durch den Kurfürsten von der Pfalz mit Grundbesitz in Dirmstein belehnt worden war und Erasmus sich trotzdem auf die Seite der rebellischen Bauern geschlagen hatte. Unter seiner Führung schleiften Aufständische am 4. Juni 1525 in Dirmstein die Affensteinische Burg, das Bischöfliche und das Kurpfälzische Schloss sowie die Augustiner-Propstei, die später als Quadtsches Schloss wieder erstand. Über das weitere Schicksal des Erasmus ist nichts bekannt; insbesondere ist offen, ob er nach der Niederschlagung des Bauernaufstands zur Rechenschaft gezogen wurde.

### Hans von der Hauben
Hans von der Hauben, möglicherweise ein weiterer Sohn Veltins, war an der Ganerbschaft der Dirmsteiner Ritter beteiligt. Deren Vorhaben, ein Haus mit einem Rittersaal für ihre Zusammenkünfte zu errichten, wurde am 11. Mai 1535 durch Kurfürst Ludwig V., seinen Bruder, den Pfalzgrafen Friedrich II., sowie den dritten Bruder Heinrich IV., den Bischof von Worms, genehmigt; kurz danach stimmte auch Kaiser Karl V. dem Vorhaben zu. Das Gebäude wurde eineinhalb Jahrhunderte später zerstört, als 1689 im Pfälzischen Erbfolgekrieg französische Truppen ganz Dirmstein niederbrannten; im Nachfolgebau aus dem frühen 18. Jahrhundert wird heute die St.-Michael-Apotheke betrieben.

### Wolfgang von der Hauben
Ein Wolfgang von der Hauben, in der Quelle Wolfgangus von der Huben de Dirmstein genannt, vom Alter her möglicherweise ebenfalls ein Sohn Veltins, immatrikulierte sich im Wintersemester 1509/10 an der Universität Basel. Eine Quelle über eine etwaige Promotion ist nicht bekannt.

### Valentin von der Hauben
Valentin von der Hauben, möglicherweise ein Enkel oder Urenkel Veltins und wohl nach diesem benannt, war Voreigentümer und Veräußerer eines größeren Wohnhauses mit angrenzenden Ländereien, die im Süden des Dirmsteiner Oberdorfs am Eckbach lagen und 1602 durch den bedeutenden Ortsadeligen Caspar Lerch erworben wurden. Das Gelände wurde um 1790 durch Lerchs Nachfahren, die Herren von Sturmfeder, zum Kellergarten umgestaltet.

### Weitere Persönlichkeiten
- Johann Lothar von der Hauben (1655–1723), Dom- und Stiftsherr in Worms
- Johann Georg von der Hauben (1657–1717), Feldmarschallleutnant der kaiserlichen Reichsarmee, Ortsherr von Gerolsheim

## Weitere Adelsgeschlechter in der Region
- Affenstein
- Flersheim
- Leiningen
- Lerch von Dirmstein
- Leyser von Lambsheim
- Nagel von Dirmstein
- Sturmfeder von Oppenweiler